# 瓦爾瓦 (烏克蘭)
50°29′42″N 32°43′25″E / 50.49500°N 32.72361°E

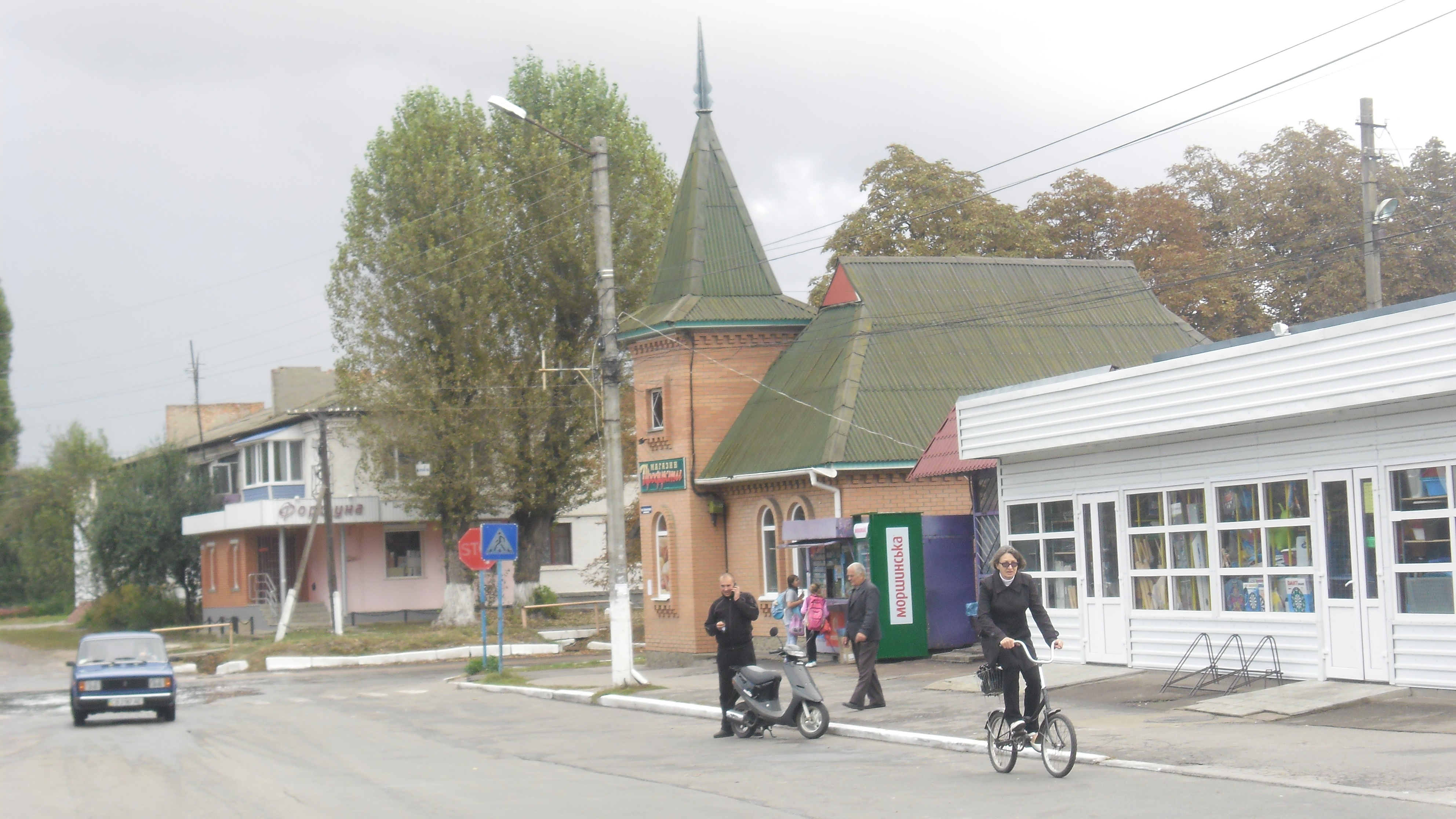
镇中心

瓦爾瓦（烏克蘭語：Варва），是烏克蘭北部切爾尼戈夫州普里盧基區瓦尔瓦市镇内的市級鎮及其行政中心。曾是原瓦爾瓦區的区府，始建於1079年，面積8.5平方公里，2011年人口8,518，人口密度每平方公里1,002.12人。